# Justyna Jegiołka
Justyna Jegiolka (Opole, 17 settembre 1991) è una tennista polacca inattiva dal 2019.

## Biografia
Vincitrice di due titoli nel singolare e sedici titoli nel doppio nel circuito ITF, il 6 ottobre 2014 ha raggiunto la sua migliore posizione nel singolare WTA piazzandosi 298º. Il 18 aprile 2016 ha raggiunto il miglior piazzamento mondiale nel doppio alla posizione n° 191.
Justyna ha debuttato all'Open di Qatar 2013 in coppia con Veronika Kapshay nel doppio, dove hanno perso al primo turno da Shuko Aoyama e Megan Moulton-Levy.